# Thomas Rodney
Thomas Rodney (* 4. Juni 1744 im Kent County, Kolonie Delaware; † 2. Januar 1811 in Natchez, Mississippi-Territorium) war ein US-amerikanischer Jurist und Politiker. In den Jahren 1781 und 1782 sowie im Jahr 1786 war er Delegierter für Delaware im Kontinentalkongress.

## Werdegang
Thomas Rodney war der Vater von Caesar A. Rodney (1772–1824), der Jurist, Diplomat und US-Senator war. Außerdem war er ein Bruder von Caesar Rodney (1728–1784), einem Gouverneur von Delaware. Überdies war er ein Cousin des Kongressabgeordneten George B. Rodney (1803–1883).  Schon während der Kolonialzeit bekleidete er verschiedene lokale Ämter. Im Jahr 1770 war er Friedensrichter in seiner Heimat. Dieses Amt sollte er 1784 nochmals ausüben. In den 1770er Jahren schloss er sich der Revolutionsbewegung an und wurde Mitglied mehrerer revolutionärer Gremien. Im Jahr 1775 gehörte er dem Sicherheitsausschuss seiner Heimat an. Während des Unabhängigkeitskrieges  war er Oberst bei der Staatsmiliz von Delaware. Im Jahr 1778 wurde er als Chief Justice Oberster Richter im Kent County. 1779 war er auch als Notar bzw. Testamentsvollstrecker (Register of Wills) tätig.
In den Jahren 1781 und 1782 sowie im Jahr 1786 vertrat Rodney Delaware im Kontinentalkongress. 1787 wurde er in das Repräsentantenhaus von Delaware gewählt, dessen Präsident er dann wurde. Ende der 1790er Jahre schloss er sich der von Thomas Jefferson gegründeten Demokratisch-Republikanischen Partei an. Zwischen Dezember 1802 und August 1803 war Thomas Rodney Richter am Delaware Supreme Court. Anschließend wurde er Bundesrichter im Mississippi-Territorium. Dieses Amt bekleidete er bis zu seinem Tod am 2. Januar 1811 in Natchez.